# Parque nacional Wyrrabalong
El Parque nacional Wyrrabalong se localiza en la costa central de Nueva Gales del Sur, Australia. El área fue asignada en 1991. El parque consiste en dos secciones principales. La sección norte consiste aproximadamente de 480 hectáreas y cubre un área substancial de la península. La sección sur consiste aproximadamente de 120 hectáreas de la costa. El parque es también notable por contener los últimos bosques lluviosos costeros de la costa central de Nueva Gales del Sur.

## Historia
La tierra ahora ocupada por el parque nacional Wyrrabalong fue habitada por primera vez por los aborígenes australianos. Se cree que los europeos descubrieron la región en 1796.
El eslogan para el parque nacional Wyrrabalong es: "Wyrrabalong, es donde tú perteneces" (Wyrrabalong, it's where you belong)

## Galería

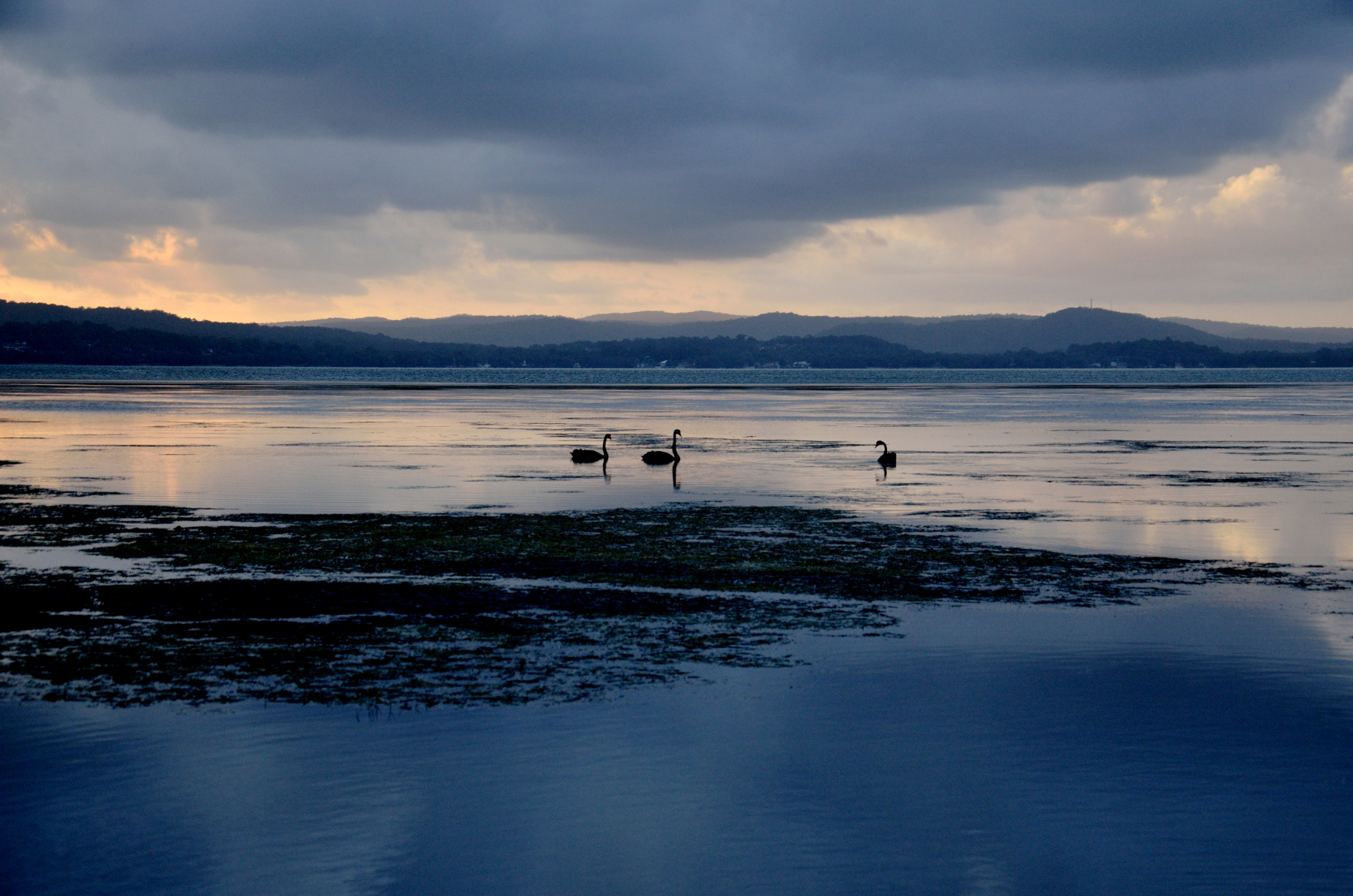
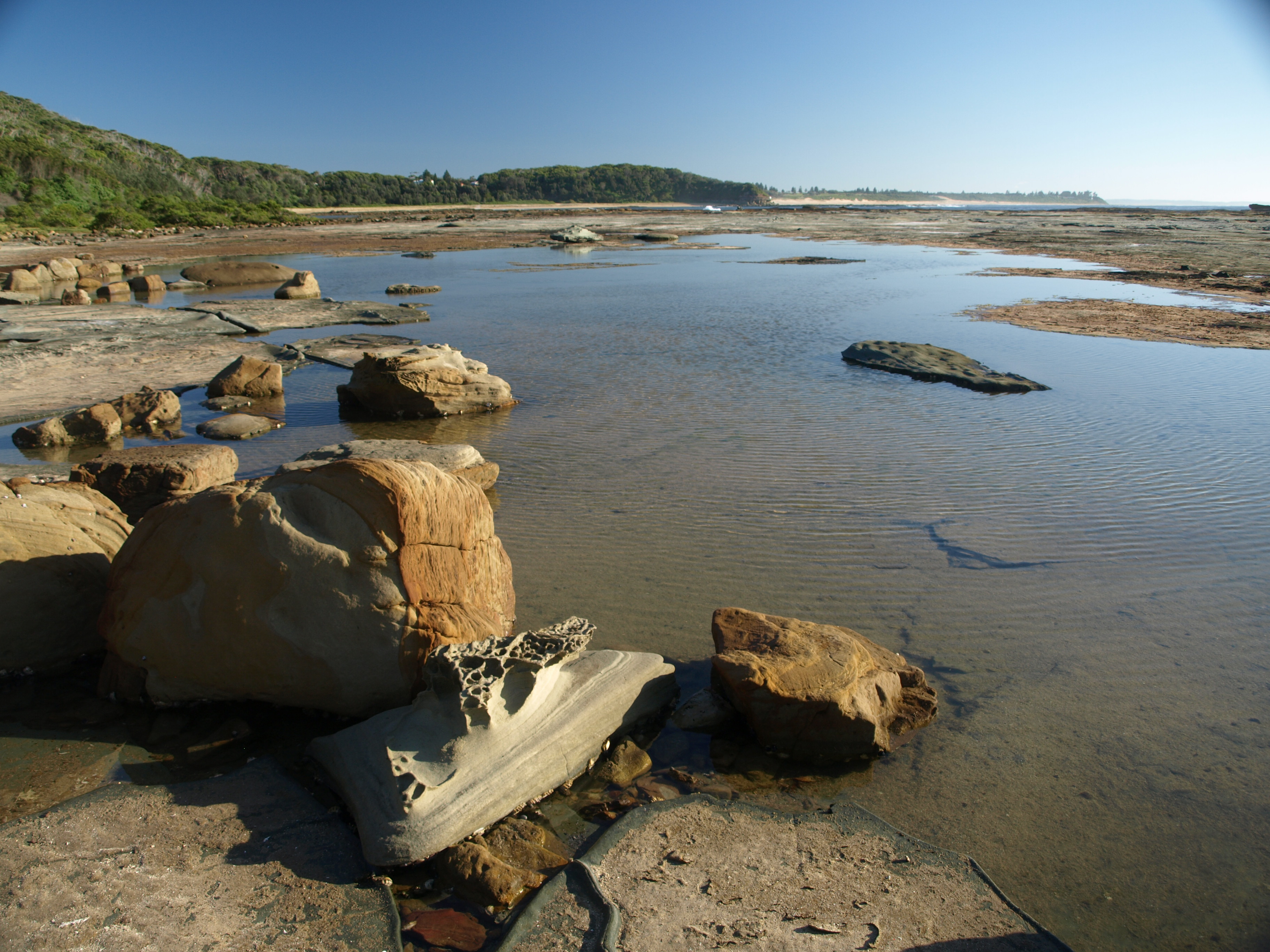
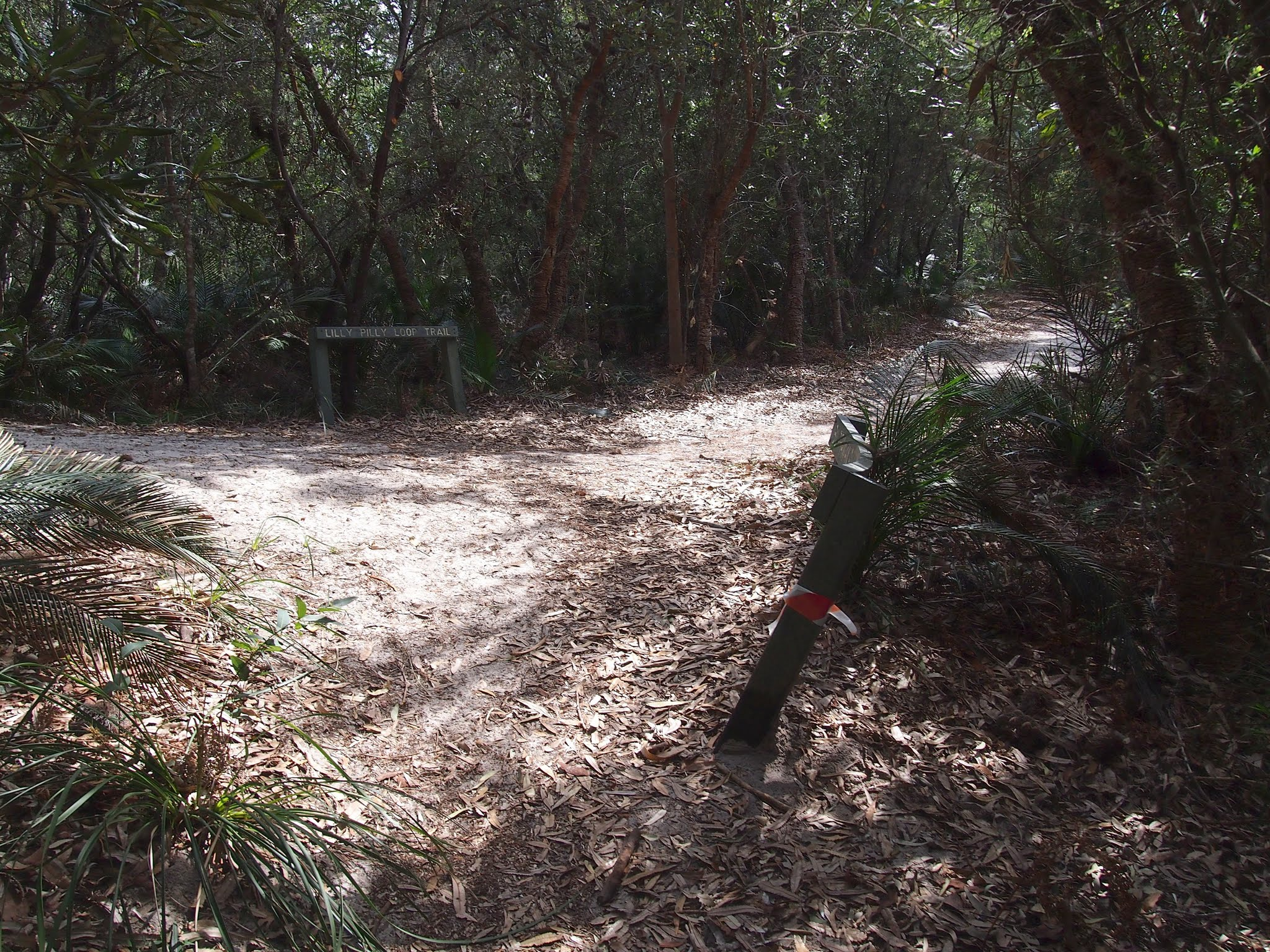
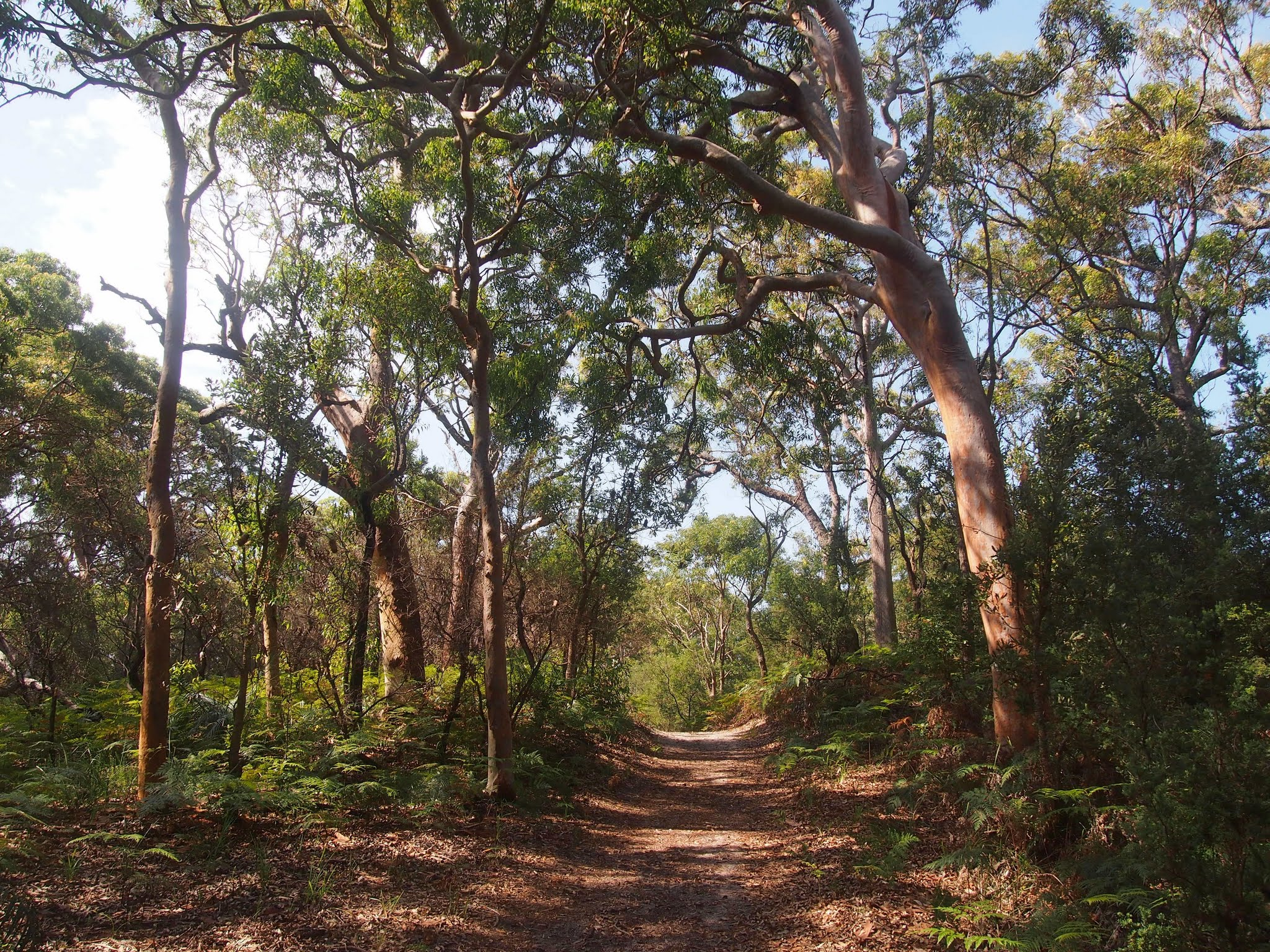
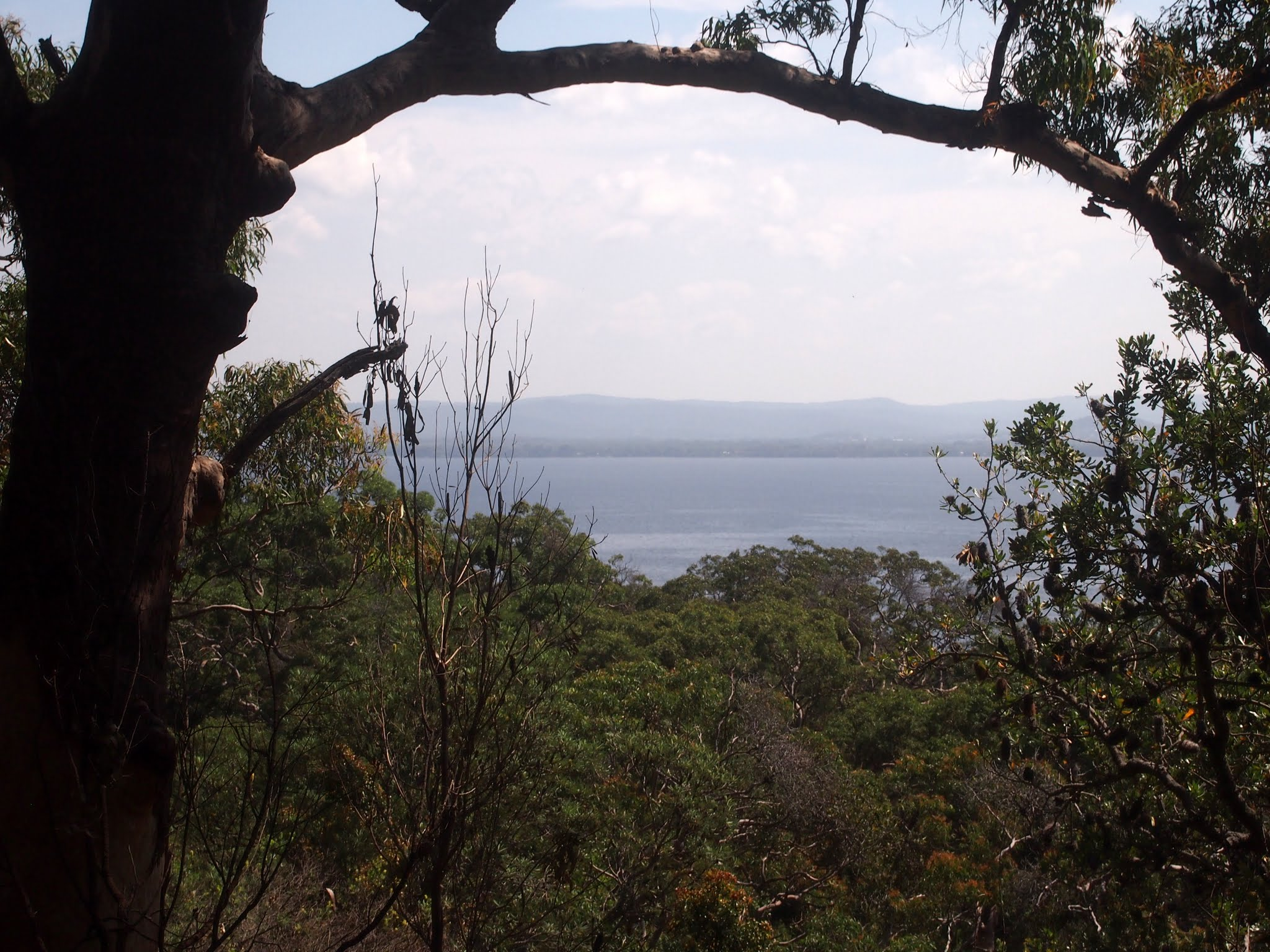